# Oregon Route 251
Az Oregon Route 250 (OR-251) egy oregoni állami országút, amely kelet–nyugati irányban a 101-es szövetségi országút Port Orford-i kilencedik utcai elágazásától a Port Orford-i Mentőcsónak-állomásig halad.
A szakasz Port Orford Highway No. 251 néven is ismert.

## Leírás
A szakasz Port Orfordban, a 101-es út kilencedik utcai kereszteződésénél indul. Az útvonal nyugatra haladva eléri az Agate Beach Road elágazását, majd délnyugat felé fordul, ezután számos mellékutca kereszteződése mellett elhaladva megérkezik a mentőcsónak-állomáshoz, ahonnan rövid sétával a helyi állami park is elérhető.